# Hôpital Shima
 (décembre 2024).
Si vous disposez d'ouvrages ou d'articles de référence ou si vous connaissez des sites web de qualité traitant du thème abordé ici, merci de compléter l'article en donnant les références utiles à sa vérifiabilité et en les liant à la section « Notes et références ».
L'hôpital Shima (島病院, Shima byōin) était un hôpital situé dans la ville de Hiroshima au Japon. Fondé par le Dr Kaoru Shima le 31 août 1933, il fut détruit par le bombardement atomique de la ville le 6 août 1945. Il est connu pour en être l'hypocentre (Ground zero)[réf. nécessaire].
En effet, Little Boy explosa à seulement 580 mètres d'altitude, à la verticale du bâtiment, à environ 300 mètres au sud-est du pont Aioi, initialement visé par le bombardier B-29 Enola Gay piloté par le lieutenant-colonel Paul Tibbets, car reconnaissable depuis le ciel par son plan en « T »[réf. nécessaire].
L'hôpital sera reconstruit par son fondateur en 1948[réf. nécessaire].

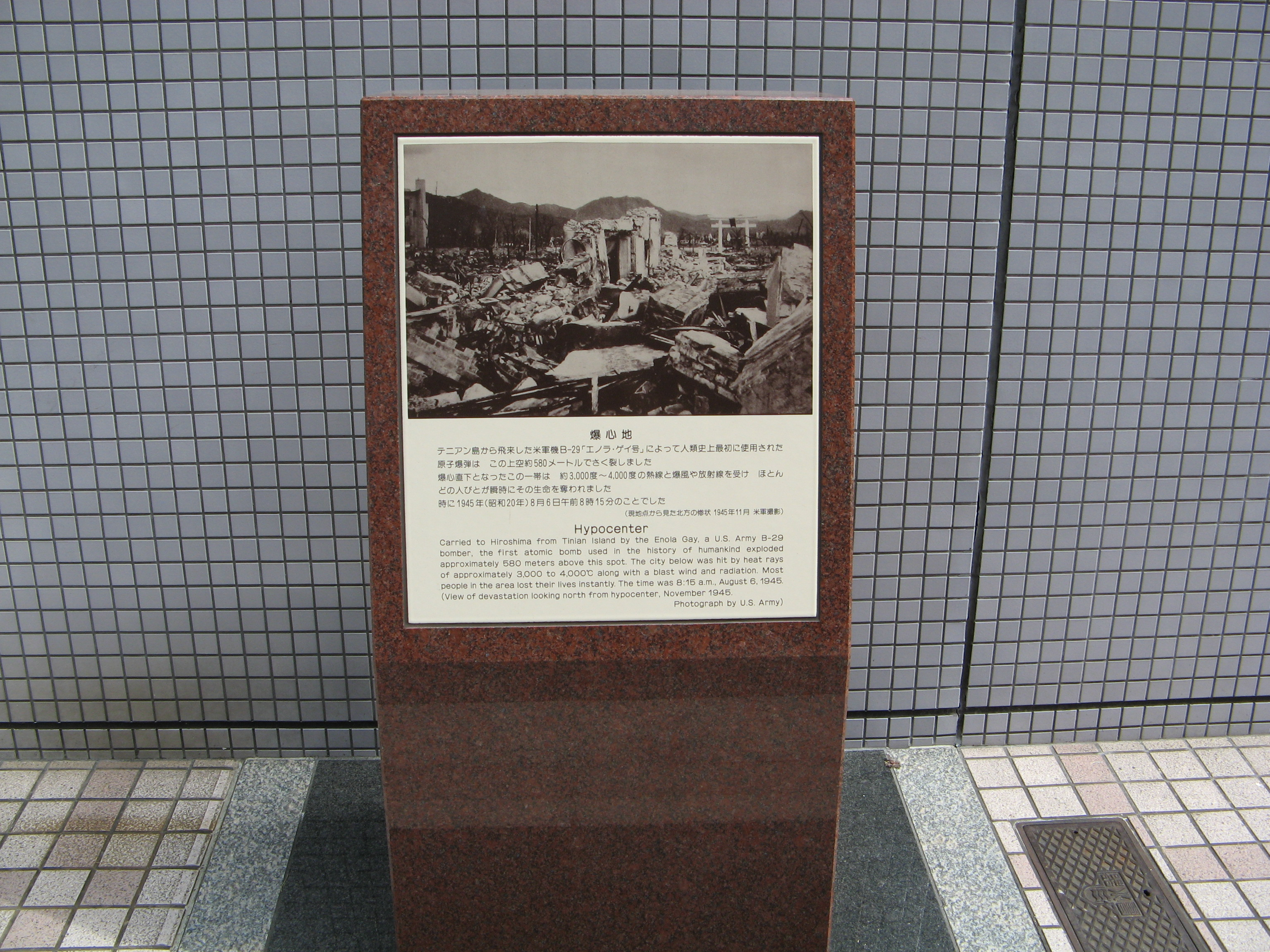
Plaque commémorative montrant les ruines de l'hôpital après le bombardement.
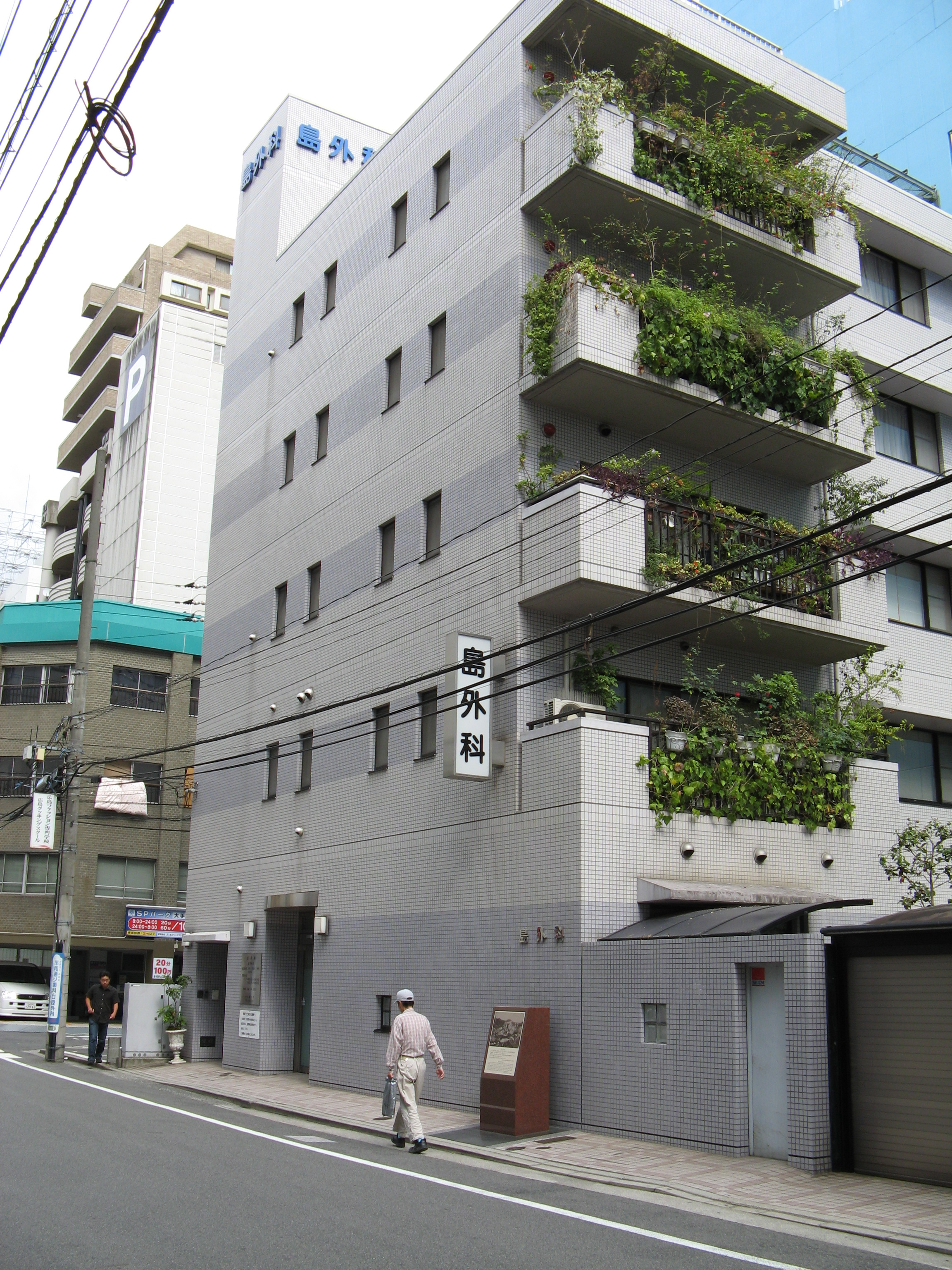
L'hôpital Shima reconstruit.